# Óblast de Kursk
L'óblast de Kursk (en rus Ку́рская о́бласть, transliterat Kúrskaia óblast) és un subjecte federal de Rússia.
El seu centre administratiu és la ciutat de Kursk. Segons el cens del 2021, l'óblast de Kursk tenia una població d'1.082.458 habitants.